# Międzynarodowy Uniwersytet w Limburgii
Międzynarodowy Uniwersytet w Limburgii (niderl. Transnationale Universiteit Limburg (tUL) – niezależna międzynarodowa uczelnia, zapoczątkowana przez partnerstwo pomiędzy Uniwersytetem w Maastricht a Uniwersytetem w Hasselt. 

## Historia
Pierwsze rozmowy dotyczące współpracy dwóch uniwersytetów rozpoczęły się w 1988 roku. Ich pierwszą wspólną inicjatywą było stworzenie kierunków: informatyka i inżynierii w 1992 roku, na których studenci uczęszczali na zajęcia odbywające się w obu kampusach. W 1998 mieszany komitet zaproponował ideę międzynarodowej uczelni, która to została zaakceptowana przez rząd Flandrii w 1999 roku. W 2001 ministrowie edukacji Belgii i Holandii podpisali traktat ustanawiający TUL pierwszą belgijsko-holenderską uczelnią.
Uczelnia jest zarządzana przez radę nadzorczą.

## Kierunki
| Kierunek              | Stopień studiów           | Lokalizacja            |
| --------------------- | ------------------------- | ---------------------- |
| Sztuczna inteligencja | Studia drugiego stopnia   | Maastricht             |
| Nauki Biomedyczne     | Studia pierwszego stopnia | Diepenbeek             |
| Nauki Biomedyczne     | Studia drugiego stopnia   | Diepenbeek, Maastricht |
| Informacja Naukowa    | Studia pierwszego stopnia | Diepenbeek             |
| Informacja Naukowa    | Studia drugiego stopnia   | Diepenbeek             |
| Badania operacyjne    | Studia drugiego stopnia   | Maastricht             |
| Prawo                 | Studia pierwszego stopnia | Hasselt                |
| Prawo                 | Studia drugiego stopnia   | Hasselt                |
| Statystyka            | Studia drugiego stopnia   | Diepenbeek, Maastricht |
| Informatyka           | Studia drugiego stopnia   | Maastricht             |